# Orthomiella lucida
Orthomiella lucida är en fjärilsart som beskrevs av Forster 1942. Orthomiella lucida ingår i släktet Orthomiella och familjen juvelvingar. Inga underarter finns listade i Catalogue of Life.